# 卡爾尼·瑪塔神廟
卡爾尼·瑪塔神廟（印地语：करणी माता मंदिर）是一座供奉克勒妮·玛塔的印度教庙宇，它位於印度拉贾斯坦邦的德斯赫诺凯，距离比卡內爾30公里。
卡爾尼·瑪塔神廟內生活着大约25000只黑鼠，這些黑鼠被称为卡巴（kabbas），受到人们的尊敬。有许多人不远万里前来朝拜黑鼠。因而這座廟宇也被称为老鼠庙或老鼠神庙。